# 尚法雲
法雲（1765年11月21日—1834年7月26日），童名恩龜樽，號法雲，琉球國第二尚氏王朝翁主，為尚穆王之女。
法雲於乾隆三十年乙酉十月初九日（1765年11月21日）出生，其生母是尚穆王之妻長氏蘭室（安谷屋阿護母志良禮）。法雲有一個同胞兄弟尚恪（美里王子朝規）。法雲後來嫁給了向氏識名殿內第十世當主向克相（識名親雲上朝睦）。1795年，法雲就任第十三代聞得大君。
道光十四年甲午六月二十日（1834年7月26日）卒，壽七十。葬於平良之墓。